# Explosión

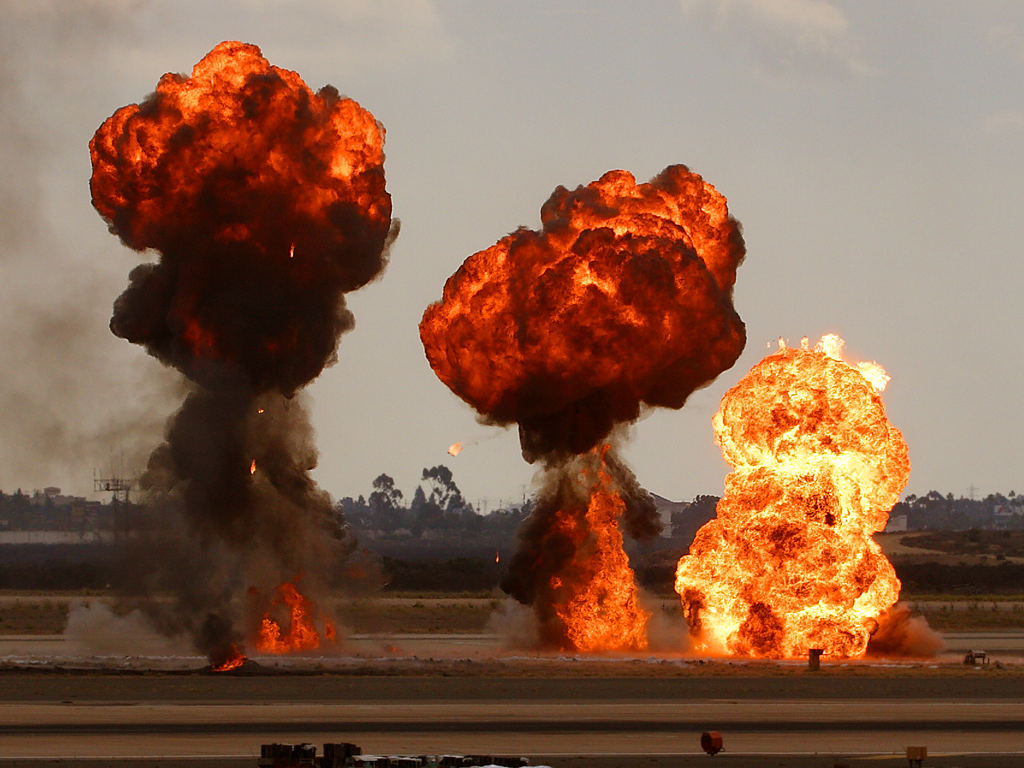
Explosión con gasolina, durante una exhibición en un espectáculo aéreo.

Una explosión es la liberación simultánea, repentina y por lo general violenta de energía calórica, lumínica y sonora. Usualmente las explosiones se producen asociadas a actividades humanas, y resultan más infrecuentes las explosiones de origen natural o no intencionadas.

## Introducción
Los orígenes de las explosiones se suelen dividir en dos clases:
- Mecánicos (choques de objetos móviles), electromagnéticos (relámpagos) o neumáticos (presiones y gases).
- Químicos, de reacciones de cinética rápida.

Una explosión, al consistir en una liberación brusca de energía, produce un aumento de la energía cinética local de las moléculas cercanas al centro de la explosión. Eso comporta una diferencia de temperatura y, por tanto, una dilatación expansiva. Esa dilatación expansiva es la causa de las ondas de presión u onda expansiva en los alrededores donde se produce la explosión. Las explosiones se pueden categorizar como:
1. Deflagración según si las ondas son subsónicas
2. Detonación si son supersónicas (ondas de choque).

Estas velocidades deben considerarse respecto del medio de propagación (el explosivo). El efecto destructivo de una explosión es precisamente por la potencia de la detonación que produce ondas de choque o diferencias de presión subyacentes de duración muy corta, extremadamente bruscas.
La bomba atómica, por ejemplo, además de producir calor intenso produce presiones elevadísimas que causan las destructivas ondas de choque (véase Bombardeos atómicos sobre Hiroshima y Nagasaki).
Las erupciones volcánicas son grandes explosiones naturales producidas por los volcanes cuando el magma sale de su interior. Dependiendo de la composición de la lava, las erupciones varían desde suaves burbujeos magmáticos hasta imponentes explosiones de materiales, de muchos kilómetros de altura.

## Explosiones famosas
- Explosivos químicos
  - Explosión en la mina Nanaimo 1887
  - Explosión de Halifax 1917
  - Explosión de Bombay 1944
  - Desastre en Puerto Chicago, California 1944
  - Explosión de Cali, Colombia 1956
  - Desastre pirotécnico de Enschede 2000
  - Explosiones del 11 de diciembre de 2005 en Hertfordshire
  - Explosiones de San Juanico de 1984
  - Desastre en la central Vladimir Ilich Lenin 26 de abril de 1986
  - Explosiones de Guadalajara de 1992
  - Explosión Black Tom
  - Explosión de la refinería Gulf en Puerto Rico de 2009
  - Explosión en almacén en puerto de Beirut, Líbano de 2020

- Armas nucleares (explosiones nucleares)
  - Ensayos nucleares
    - Ensayo Trinity
    - Castle Bravo
    - Bomba Tsar (la explosión más poderosa causada por el ser humano)

- Uso bélico
  - Hiroshima
  - Nagasaki

- Explosiones volcánicas
  - Yellowstone 2,1 millones de años a. C.
  - Toba 67.500 a 75.500 años a. C.
  - Santorini 1628 y 1627 a. C.
  - Tambora 1815
  - Krakatoa 1883
  - Monte Santa Helena 1980
  - Monte Pinatubo 1991
  -  Cumbre Vieja 2021

- Eventos a escala astronómica
  - Tunguska
  - Cometa Shoemaker-Levy 9
  - Supernova en la Nebulosa del Cangrejo

## Otras acepciones
- La palabra boom, en inglés, se traduce como estampido, un sinónimo de explosión, y ha sido aceptada por la RAE para referirse a un éxito repentino, tal como una moda, un sistema económico, un género literario.
- Explosiones de humanos